# Аутофелляция

Аутофелляция

Аутофелля́ция (от др.-греч. αὐτός ауто- — сам и лат. fello — сосу) — фелляция, при которой мужской половой член ласкается собственным ртом и языком.
Согласно «Отчётам Кинси», значительная часть мужчин хотя бы раз в жизни пробовала осуществить аутофелляцию, по крайней мере, в раннем подростковом возрасте. Однако реально осуществить это способны лишь двое-трое мужчин из тысячи (то есть 0,2—0,3 %). Это связано с тем, что оральные ласки собственного полового члена требуют от мужчины значительной длины пениса или большой гибкости позвоночника.